# Saint-Geniès-des-Mourgues
Saint-Geniès-des-Mourgues este o comună în departamentul Hérault din sudul Franței. În 2009 avea o populație de 1.621 de locuitori.

## Evoluția populației
| An        | 1975 | 1982  | 1990  | 1999  | 2006  | 2009  |
| --------- | ---- | ----- | ----- | ----- | ----- | ----- |
| Populație | 834  | 1.112 | 1.415 | 1.509 | 1.596 | 1.621 |